# 대기량

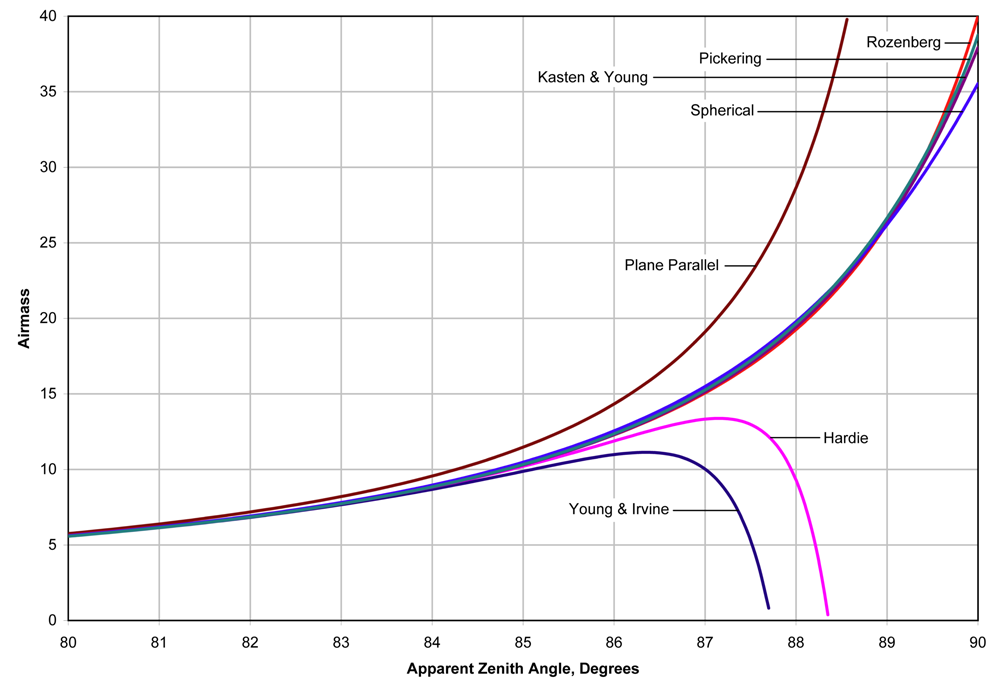
다양한 대기량 공식들을 함께 나타낸 그래프.

대기량(大氣量, airmass)은 천문학에서 천체의 빛이 지구 대기권을 통과하면서 그리는 광학적 거리이다. 빛은 대기권 안을 지나면서 산란을 일으키고 흡수된다. 빛이 지나가는 대기의 양이 많을수록, 소광이 더 크게 일어나 같은 천체라도 지평선 근처에 있을 때 천정 근처에 있을 때보다 어두워진다. 소광은 비어-람베르트 법칙을 통해 정량적으로 기술된다.
대기량의 정의에 의해, 해수면에서 천정까지의 대기량은 1이고, 천정과 천체 사이의 각도가 커질수록(즉 고도가 낮아질수록) 증가해 지평선 근처에서는 약 38이 된다. 고도 {\displaystyle h}, 천정거리 {\displaystyle z}가 있으면
{\displaystyle h=90^{\circ }-z\,.}
이고, 대기량 {\displaystyle X}는
{\displaystyle X=\sec \,z\,={1 \over {\cos \,z\,}}.}
로 정의된다. 예컨대 고도 30도에서 대기량은 약 2가 된다. 이것은 가장 단순한 공식이고, 지평선에 가까워지면 대기량이 0으로 나누기가 되어 버리기 때문에 대안적인 공식이 필요해진다. 다양한 대기량 공식이 존재한다.

## 같이 보기
- 소광
- 비어-람베르트 법칙
- 굴절률
- 조도 (광학)
- 국제 표준 대기
- 복사조도
- 미 산란
- 레일리 산란